# Lancia Alfa
El Lancia Alfa o Lancia 12 HP va ser el primer cotxe produït per Lancia i presentat per Vincenzo Lancia al VII Saló de l'Automòbil de Torí, (celebrat entre el 18 de gener i el 2 de febrer de 1908). Aquest cotxe va fer les seves primeres proves al setembre de 1907, començant la seva producció el 1908. El cotxe va ser anomenat al principi tipus 51 i reanomenat a una de les lletres de l'alfabet grec, la lletra alfa. Es van vendre més de cent exemplars del cotxe, i fou adaptat també per a les carreres. El cotxe podia assolir una velocitat de 90 km/h i un motor de 4 cilindres en línia de 2544 cc, amb 28 CV de potència i que girava al voltant de les 1.800 revolucions per minut.